# Sex Crimes - Giochi pericolosi
Sex Crimes - Giochi pericolosi (Wild Things) è un film statunitense del 1998 diretto dal regista John McNaughton.

## Trama
Kelly Van Ryan, una giovane studentessa, si invaghisce del suo insegnante Sam Lombardo, ma lo accusa di stupro, evento che sarebbe accaduto a casa dell'uomo; la ragazza confessa la violenza alla madre Sandra, una donna gelida ed egoista la quale è solita invaghirsi di uomini più giovani, e l'accusa viene avallata da Suzie Toller, una ragazza con problemi di tossicodipendenza e alcolismo, la quale sostiene di essere stata violentata a sua volta dall'insegnante tempo addietro.
L'accusa rovina la reputazione e l'esistenza di Sam che viene dapprima allontanato dalla scuola e successivamente messo sotto processo, rischiando il carcere; egli si rivolge a Ken Bowden, l'unico avvocato disponibile ad accettare il caso, e durante il dibattimento Suzie crolla e confessa la macchinazione ai danni dell'insegnante. Sam viene assolto e la madre di Kelly è costretta a risarcirlo con una cospicua somma di denaro. Solo in quel momento emerge l'accordo tra Sam e le due ragazze per spartirsi il bottino, ma il detective Ray Duquette sospetta di una possibile macchinazione e inizia a indagare. Durante le indagini Suzie scompare e viene ritenuta morta, uccisa da Sam, e pochi giorni dopo Kelly viene uccisa da Ray, apparentemente per legittima difesa, dopo che questi si era recato a casa sua per interrogarla.
Ray viene espulso dalla polizia ed emerge l'accordo con Sam per eliminare le due ragazze e spartirsi il denaro, ma a quel punto Sam uccide Ray con la complicità di Suzie, che in realtà si era solo finta morta. Immediatamente dopo la ragazza uccide anche Sam, avvelenandolo. La collega di Ray, Gloria Perez, cerca di raccogliere notizie e scopre un passato oscuro di Ray e il quoziente intellettivo al di sopra della media di Suzie, ma non può provare più nulla poiché tutti sono scomparsi e anche Suzie, che ha organizzato tutto, riceve il denaro dall'avvocato Bowden suo complice, prima di sparire definitivamente.

## Produzione
Le riprese del film si svolsero dal 21 aprile 1997 al 16 luglio 1997.

## Promozione
(Tagline del film)

## Sequel
Film direct-to-video:
- Sex Crimes 2 - Pronte a tutto (Wild Things 2, 2004)
- Sex Crimes 3 (Wild Things: Diamonds in the Rough, 2005)
- Sex Crimes 4 (Wild Things: Foursome, 2010)